# Rory MacDonald
Pour les articles homonymes, voir MacDonald.
Rory Joseph MacDonald, né le 22 juillet 1989 à Quesnel au Canada, est un pratiquant canadien d'arts martiaux mixtes (MMA) retraité. Il combat à l’Ultimate Fighting Championship, puis dans la division des poids mi-moyens du Bellator, dont il est le champion du 20 janvier 2018 au 26 octobre 2019. Il est classé dans le top 10 de sa catégorie par la plupart des sites spécialisés. Il est réputé par les spécialistes pour sa polyvalence, ses amenées au sol et une maturité de combattant plutôt précoce. Il s'entraîne avec son ami, l'ancien champion George St-Pierre. Il annonce sa retraite le 14 août 2022, après un passage de quelques années à la Professional Fighters League.

## Parcours en arts martiaux mixtes

### Débuts
Rory MacDonald commence sa carrière professionnelle en 2005, à l'âge de 16 ans, dans la catégorie poids légers  de l'organisation de MMA canadienne Extreme Fighting Challenge, basée à Prince George.
Il remporte une victoire par soumission sur Terry Thiara. Il fait alors partie de l'équipe Toshido Fighting Arts Academy dirigé par David Lea.

### King of the Cage
Pour son deuxième combat, il gagne une nouvelle fois par soumission face à Ken Tran au sein de l'organisation King of the Cage, organisation avec laquelle il va rapidement signer un contrat d'exclusivité. En effet, pour son troisième combat, il bat Jordan Mein par soumission pour l'organisation de MMA Rumble in the Cage puis revient au KOTC où il va disputer ses six prochains combats.
Ce retour est marqué par une quatrième victoire par soumission au premier round consécutive face à l'Américain Quinton Moreno. Il gagne ensuite son cinquième combat par TKO face à Yoon Heo grâce à un coup de genou[réf. nécessaire]. Cette victoire lui donne l'opportunité de combattre pour le titre de champion poids légers de la division canadienne du KOTC.
Il gagne ce titre par TKO face à Kajan Johnson lors de son sixième combat. Grâce à cette victoire, il est logiquement choisi pour affronter Clay French, le champion mondial poids légers du KOTC qui a déjà défendu sa ceinture à trois reprises. MacDonald prend la ceinture en battant French par KO au second round[réf. nécessaire].
Après ce combat, il change de catégorie de poids et passe chez les poids mi-moyens. Il gagne ses deux premiers combats dans cette catégorie (une soumission et un KO) et signe un contrat avec l'Ultimate Fighting Championship, la plus importante organisation de MMA au monde. Il possède alors une fiche de 9 victoires pour 0 défaite.

### Ultimate Fighting Championship
Après avoir engrangé un palmarès de neuf victoires, il signe avec l'Ultimate Fighting Championship en octobre 2009, afin de continuer sa carrière au sein de la division poids mi-moyens de la plus importante organisation mondiale.
Son premier combat l'oppose à Mike Guymon, dernier champion poids mi-moyens du KOTC effectuant lui aussi ses débuts dans la promotion américaine, lors de l'UFC Fight Night 20 du 11 janvier 2010.
Après avoir amené son adversaire au sol, MacDonald réussit à remporter le match en soumettant Guymon par clé de bras à la fin du 1er round.
Il affronte ensuite Carlos Condit lors de l'UFC 115, le 12 juin 2010. Condit est un combattant plus expérimenté et le dernier champion des poids mi-moyens du World Extreme Cagefighting avant la fusion de cette organisation dans l'UFC.
Le combat est serré, mais MacDonald semble supérieur sur les deux premiers rounds, réussissant à amener son adversaire au sol à plusieurs reprises. Condit revient cependant dans le 3e round en se montrant plus agressif et reprend l'avantage. Dans la dernière minute, Condit réussit à passer en position montée et commence un ground and pound efficace. L'arbitre interrompt le match à sept secondes de son terme, MacDonald n'étant alors plus capable de se défendre. Il perd son premier combat, une défaite par TKO.
Le match remporte le bonus du combat de la soirée.
Son parcours devait continuer face à Matt Brown lors de l'UFC 123 du 20 novembre 2010.
Cependant, MacDonald est remplacé par Brian Foster à cause d'une blessure au genou.
Son retour était d'abord prévu contre James Wilks lors de l'UFC 129, le 30 avril 2011,
mais c'est cette fois-ci son adversaire qui se blesse avant le combat et se voit alors remplacé par Nate Diaz.
Il domine son adversaire durant les trois rounds, réussissant même à l'amener au sol à trois reprises par German suplex dans le dernier round, et remporte le combat par décision unanime.
Le 6 août 2011, il affronte Mike Pyle lors de l'UFC 133.
Après avoir amené son adversaire au sol, MacDonald entame une phase de ground and pound depuis la garde de son adversaire et le force à passer en position quadrupédique. L'arbitre arrête alors le combat jugeant Pyle sans défense et le jeune Canadien remporte cette victoire par TKO dans le 1er round.
Il doit ensuite affronter Brian Ebersole lors de l'UFC 140 en décembre 2011,
mais doit une nouvelle fois se retirer de la carte quelques semaines avant l’événement pour cause de blessure. Un autre Canadien, Claude Patrick, le remplace alors.
C'est lors de l'UFC 145 que Rory MacDonald fait son retour après plus de huit mois d'absence.
Il bat Che Mills par TKO au second round le 21 avril 2012 à Atlanta, en dominant une nouvelle fois son adversaire.
Quelque temps après cette victoire, MacDonald fait part de son envie d'affronter la légende B.J. Penn qui hésite à prendre sa retraite.
Le combat est d'abord confirmé pour l'UFC 152.
mais est finalement repoussé après une grosse coupure à l'arcade subie à l'entrainement par le jeune Canadien.
L'affrontement a alors lieu le 8 décembre 2012 en second combat principal de l'UFC on Fox 5.
Les deux combattants se sont livré une guerre médiatique par presse interposée et ce combat est attendu,,. Une partie des fans juge le canadien comme prétentieux et irrespectueux envers un champion de la trempe de Penn. Rory surpassera son adversaire durant 3 rounds que ce soit debout ou au sol en fin de combat, et gagne par décision unanime.
Le combat suivant de Rory MacDonald devait être contre l'ancien champion intérimaire des poids mi-moyens, Carlos Condit. Ce combat revanche face au seul homme à l'avoir battu était prévu le 16 mars 2013 lors de l'UFC 158. Malheureusement, trois semaines avant le combat, Rory se blesse au cou durant sa préparation et doit déclarer forfait. Johny Hendricks est choisi pour le remplacer face à Condit.
Rory MacDonald affronte alors Jake Ellenberger le 27 juillet 2013 en second combat principal de l'événement UFC on Fox 8. Il réussit à remporter ce match par décision unanime grâce à son jab. Mais le manque d'engagement des deux hommes lors de ce combat et le piètre spectacle offert au public est vivement critiqué par le président de l'organisation, Dana White, lors de la conférence de presse suivant l'évènement,.
Fin août 2013, son prochain adversaire est désigné en la personne de Robbie Lawler pour l'UFC 167. Le combat a lieu le 16 novembre 2013 à Las Vegas et MacDonald perd ce combat par décision partagé. Il se fait toucher sévèrement à 2 reprises et est dépassé par la boxe agressive de son adversaire. Ce revers lui fait perdre du terrain dans la course au titre.
Il est ensuite prévu face au spécialiste du jiu-jitsu brésilien, Demian Maia, pour l'UFC 170, le 22 février 2014.
Après avoir subi le premier round par une efficace phase de ground and pound, McDonald reprend le combat en main sur les deux rounds suivants imposant un combat debout. Ses capacités en pieds-poings font chanceler son adversaire à plusieurs reprises et il remporte le combat par décision unanime.
L'affrontement est gratifié du bonus du combat de la soirée.
Grâce à cette victoire, Rory MacDonald obtient un combat face à Tyron Woodley qui pourrait consolider sérieusement une place de prochain aspirant au titre des poids mi-moyens. L'affrontement se déroule en second combat principal de l'UFC 174, le 14 juin 2014 à Vancouver.
MacDonald réussit à faire reculer l'athlète qu'est Woodley en adoptant une attitude agressive en pieds-poings et réussit même à amener au sol celui-ci dans le dernier round. Le Canadien remporte logiquement le combat par décision unanime.
C'est ensuite en tête d'affiche de l'UFC Fight Night 54 à Halifax, le 4 octobre 2014, qu'il affronte le dernier champion des poids mi-moyens du Strikeforce, Tarec Saffiedine.
Après avoir dicté le rythme des deux premiers rounds, MacDonald met au tapis son adversaire d'un crochet du gauche dans le troisième. Saffiedine est alors incapable de se défendre des coups de poing et le jeune Canadien remporte la victoire par TKO.
Ce succès lui offre un bonus de performance de la soirée
et il affirme alors sa volonté d'être le prochain à combattre pour le titre face au vainqueur de la revanche entre Johny Hendricks et Robbie Lawler prévue en décembre.
MacDonald obtient le combat pour le titre et affronte Lawler une seconde fois lors de l'UFC 189, le 11 juillet 2015 en second combat principal de la soirée. L'affrontement est serré et disputé, et Rory semble se diriger vers une victoire par décision grâce à une légère domination qu'il impose sur les quatre premiers rounds. Mais au début de la cinquième et dernière reprise, le Canadien s'effondre à la suite d'un coup direct au visage qui lui fracture le nez. L'arbitre intervient et interrompt le combat. MacDonald perd alors ce combat revanche par TKO après une minute dans la dernière reprise.
Les deux hommes remportent le bonus du combat de la soirée.

### Bellator MMA
Le 21 janvier 2018, il devient champion des poids mi-moyens du Bellator MMA.

## Palmarès

### Distinctions
- Hall of Fame de l’UFC : Combat : Lawler vs. McDonald 2

### Palmarès en arts martiaux mixtes
| 24 combats     | 20 victoires | 4 défaites |
| Par KO         | 7            | 2          |
| Par soumission | 6            | 0          |
| Sur décision   | 7            | 2          |

| Résultat | Record | Adversaire       | Méthode                                | Événement                                 | Date              | Round | Temps | Lieu                                        | Notes                                                          |
| -------- | ------ | ---------------- | -------------------------------------- | ----------------------------------------- | ----------------- | ----- | ----- | ------------------------------------------- | -------------------------------------------------------------- |
| Défaite  | 18-4   | Stephen Thompson | Décision unanime                       | UFC Fight Night: MacDonald vs. Thompson   | 18 juin 2016      | 5     | 5:00  | Ottawa, Ontario, Canada                     |                                                                |
| Défaite  | 18-3   | Robbie Lawler    | TKO (coups de poing)                   | UFC 189: Mendes vs. McGregor              | 11 juillet 2015   | 5     | 1:00  | Las Vegas, Nevada, États-Unis               | Pour le titre des poids mi-moyens de l'UFC Combat de la soirée |
| Victoire | 18-2   | Tarec Saffiedine | TKO (coups de poing)                   | UFC Fight Night: MacDonald vs. Saffiedine | 4 octobre 2014    | 3     | 1:28  | Halifax, Nouvelle-Écosse, Canada            | Performance de la soirée                                       |
| Victoire | 17-2   | Tyron Woodley    | Décision unanime                       | UFC 174: Johnson vs. Bagautinov           | 14 juin 2014      | 3     | 5:00  | Vancouver, Colombie-Britannique, Canada     |                                                                |
| Victoire | 16-2   | Demian Maia      | Décision unanime                       | UFC 170: Rousey vs. McMann                | 22 février 2014   | 3     | 5:00  | Las Vegas, Nevada, États-Unis               | Combat de la soirée                                            |
| Défaite  | 15-2   | Robbie Lawler    | Décision partagée                      | UFC 167: St-Pierre vs. Hendricks          | 16 novembre 2013  | 3     | 5:00  | Las Vegas, Nevada, États-Unis               |                                                                |
| Victoire | 15-1   | Jake Ellenberger | Décision unanime                       | UFC on Fox: Johnson vs. Moraga            | 27 juillet 2013   | 3     | 5:00  | Seattle, Washington, États-Unis             |                                                                |
| Victoire | 14-1   | B.J. Penn        | Décision unanime                       | UFC on Fox: Henderson vs. Diaz            | 8 décembre 2012   | 3     | 5:00  | Seattle, Washington, États-Unis             |                                                                |
| Victoire | 13-1   | Che Mills        | TKO (coups de poing)                   | UFC 145: Jones vs. Evans                  | 21 avril 2012     | 2     | 2:20  | Atlanta, Géorgie, États-Unis                |                                                                |
| Victoire | 12-1   | Mike Pyle        | TKO (coups de poing)                   | UFC 133: Evans vs. Ortiz                  | 6 août 2011       | 1     | 3:54  | Philadelphie, Pennsylvanie, États-Unis      |                                                                |
| Victoire | 11-1   | Nate Diaz        | Décision unanime                       | UFC 129: St-Pierre vs. Shields            | 30 avril 2011     | 3     | 5:00  | Toronto, Ontario, Canada                    |                                                                |
| Défaite  | 10-1   | Carlos Condit    | TKO (coups de poing)                   | UFC 115: Liddell vs. Franklin             | 12 juin 2010      | 3     | 4:53  | Vancouver, Colombie-Britannique, Canada     | Combat de la soirée                                            |
| Victoire | 10-0   | Mike Guymon      | Soumission (clé de bras)               | UFC Fight Night: Maynard vs. Diaz         | 11 janvier 2010   | 1     | 4:27  | Fairfax, Virginie, États-Unis               |                                                                |
| Victoire | 9-0    | Nick Hinchliffe  | KO (coups de poing)                    | KOTC Canada: Disturbed                    | 25 septembre 2009 | 2     | 2:08  | Edmonton, Alberta, Canada                   |                                                                |
| Victoire | 8-0    | Elmer Waterhen   | Soumission (clé de bras)               | KOTC Canada: Island Pride                 | 8 mai 2009        | 1     | 1:27  | Nanaimo, Colombie-Britannique, Canada       | Début en poids mi-moyen                                        |
| Victoire | 7-0    | Clay French      | KO (coups de poing)                    | KOTC Canada: Grinder                      | 28 novembre 2008  | 2     | 4:26  | Calgary, Alberta, Canada                    | Remporte le titre des poids légers du KOTC.                    |
| Victoire | 6-0    | Kajan Johnson    | TKO (coups de coude et coups de poing) | KOTC Canada: Avalanche                    | 15 décembre 2007  | 3     | 1:48  | Moncton, Nouveau-Brunswick, Canada          | Remporte le titre des poids légers du KOTC Canada.             |
| Victoire | 5-0    | Yoon Heo         | TKO (coup de genou)                    | KOTC Canada: Icebreaker                   | 3 novembre 2006   | 2     | 0:19  | Prince George, Colombie-Britannique, Canada |                                                                |
| Victoire | 4-0    | Quinton Moreno   | Soumission (étranglement en triangle)  | KOTC Canada: Insurrection                 | 6 octobre 2006    | 1     | NC    | Vernon, Colombie-Britannique, Canada        |                                                                |
| Victoire | 3-0    | Jordan Mein      | Soumission (étranglement arrière)      | Rumble in the Cage 17                     | 17 juin 2006      | 1     | 4:04  | Lethbridge, Alberta, Canada                 |                                                                |
| Victoire | 2-0    | Ken Tran         | Soumission (étranglement arrière)      | KOTC Canada: Anarchy                      | 11 février 2006   | 1     | 2:33  | Prince George, Colombie-Britannique, Canada |                                                                |
| Victoire | 1-0    | Terry Thiara     | Soumission (étranglement arrière)      | Extreme Fighting Challenge 4              | 15 octobre 2005   | 1     | 2:11  | Prince George, Colombie-Britannique, Canada |                                                                |